# 野積橋
野積橋（のづみばし）は、新潟県長岡市寺泊野積の大河津分水路に架かる国道402号（国道460号重用）の橋長211 m（メートル）のラーメン橋。

## 概要

### 現橋の諸元
- 形式 - PC3径間連続有ヒンジ[注釈 1]ラーメン箱桁橋
- 橋格 - 第2種 (TL-14)
- 橋長 - 211.000 m
  - 支間割 - ( 62.000 m + 86.000 m + 62.000 m )
- 総幅員 - 6.50 m
  - 有効幅員 - 6.000 m
  - 車道 - 6.000 m
  - 歩道 - なし
- 橋台 - ラーメン式橋台2基
- 基礎 - ケーソン
- 設計 - 鹿島建設
- 施工 - 鹿島建設
- 施工工法 - ディビダークカンチレバー工法

### 新橋の諸元
- 形式 - PC5径間連続箱桁橋
- 橋長 - 426.000 m
  - 支間割 - ( 66.200 m + 3×100.000 m + 57.200 m )
- 総幅員 - 11.000 m
  - 有効幅員 - 10.000 m
  - 車道 - 7.500 m
  - 歩道 - 海側2.500 m
- 基礎 - ニューマチックケーソン工法（橋脚）[3]、場所打ち杭基礎（橋台）
- 設計 - 建設技術研究所[4]
- 施工 - 中元組（A2）[5]、安藤・間（P3・P4）[6]、植木組（P2）[6]

## 歴史
信濃川の洪水を日本海に直接放流するために掘削された人工河川である大河津分水路は1922年（大正11年）に通水した。これに架かる橋として初代の木橋が1931年（昭和6年）に架橋された。
この木橋の代替として2代目の橋梁が県道橋として新潟県により架橋されることとなった。架橋地点は上流の信濃川分派点に大河津可動堰があるため流量が不安定であり、また、低水敷が広いため上下部工施工のために支保工工法によることは非常に困難であった。このため、下部工施工にはケーソン工法が、上部工施工には当時珍しかった全径間張出し架設工法が採用された。この2代目橋梁は2億3000万円余を費やして1967年（昭和42年）6月13日に竣工した。
大河津分水路の大改修が2015年度（平成27年度）に事業化され、これにより河口付近の川幅を180 mから280 mに広げて河積を大きく拡幅するのに合わせて本橋も架替えられることとなった。架替事業は大河津分水路改修事業の一環として新潟県の協力の下国土交通省北陸地方整備局信濃川河川事務所により進められている。新橋は現橋の下流に架設され、海側に歩道も設けられることになった。設計はICT活用としてCIM3次元モデル活用し、建設技術研究所により行われた。2016年（平成28年）5月10日に河川管理者と道路管理者の間で架替に関する基本協定が締結され、は2017年度（平成29年度）に右岸側橋台 (A2) から着工した。A2橋台が2019年（平成31年）1月に完成し、P2・P4橋脚が2019年（令和元年）12月に完成した。